# Orel Hershiser
Orel Leonard Hershiser IV (Buffalo, 16 settembre 1958) è un ex giocatore di baseball statunitense, di ruolo lanciatore.

## Biografia
Nato a Buffalo, si trasferì insieme alla sua famiglia a Detroit all'età di sei anni e a Toronto, in Canada, all'età di dodici anni.

## Carriera
Scelto dai Los Angeles Dodgers al draft del 1979, svolse la trafila nelle minors.
Il suo debutto in MLB avvenne il 1º settembre 1983 contro i Montreal Expos. La sua prima vittoria arrivò il 5 aprile 1984 contro i St. Louis Cardinals, partita protrattasi fino al dodicesimo inning. Alla sua prima partenza, schierato dal manager Tommy Lasorda il 26 maggio contro i New York Mets, concesse solo un punto in sei inning. A luglio entrò a tutti gli effetti nella rotazione dei partenti.
Nella stagione 1985 guidò la National League in percentuale di vittorie, viaggiando con un ruolino di 19 vittorie e 3 sconfitte, con una media PGL di 2,03. I Dodgers vinsero la NL West e Hershiser arrivò terzo nelle votazioni per il Cy Young Award. Nel 1986 ebbe un bilancio di 14–14 con una media PGL di 3,85. Nella stagione seguente viaggiò a 16–16 con una media PGL di 3,06 venendo convocato per la prima volta per l'All-Star Game.
L'annata 1988 vide Hershiser primo nella lega per numero di vittorie (23), inning giocati (267), shutout (8) e complete game (15). La sua media PGL di 2,26 fu invece la terza migliore. Un altro record di quella stagione fu la striscia di 59 inning lanciati consecutivamente senza subire punti. Chiamato per la seconda volta all'All-Star Game, vinse all'unanimità il Cy Young Award della National League ma anche il guanto d'oro. La stagione dei Dodgers si concluse con la conquista di un titolo MLB che mancava da sette anni, con Hershiser che a livello individuale venne premiato come MVP di quelle World Series: fu l'unico giocatore a vincere quei premi individuali nell'arco di una singola stagione. Oltre a ciò, la rivista Sports Illustrated lo nominò sportivo dell'anno.

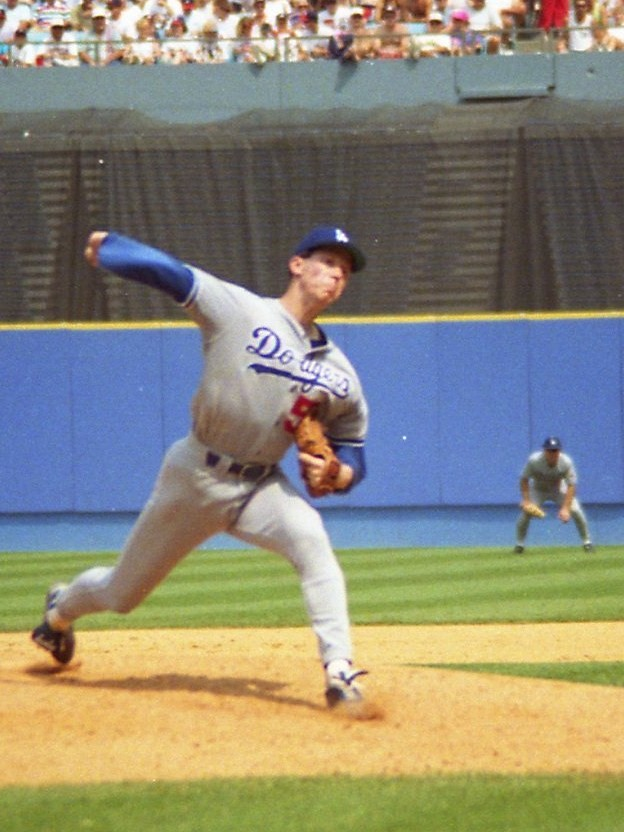
Hershiser nel 1993 ai Los Angeles Dodgers

Prima dell'inizio della stagione 1989, firmò un contratto di tre anni da 7,9 milioni di dollari, il più ricco triennale mai sottoscritto fino a quel momento. Nuovamente chiamato all'All-Star Game, in quell'annata mise a referto una media PGL di 2,31 in 35 partite, ma la squadra (complici anche alcuni problemi offensivi) chiuse addirittura con un bilancio negativo di 77–83. Nel 1990, dopo sole quattro partenze, si operò per un problema alla stessa spalla con cui lanciava, e rimase così fuori causa per più di un anno. Dopo l'operazione non fu brillante come prima, ma riuscì comunque a chiudere la stagione 1992 con una media PGL di 3,67 e la stagione 1993 con una media PGL di 3,59. Il 7 agosto 1994, alla sua ultima partenza in maglia Dodgers prima che la stagione venisse cancellata per uno sciopero, Hershiser concesse solo due valide in sei inning.
L'8 aprile 1995 Hershiser firmò un accordo triennale con i Cleveland Indians. Con un bilancio personale di 16–6 contribuì al raggiungimento della prima postseason degli ultimi 41 anni. Gli Indians arrivarono fino alle World Series, dove però persero contro gli Atlanta Braves. Al suo terzo anno a Cleveland, Hershiser raggiunse nuovamente le World Series, le ultime della sua carriera, ma il titolo andò ai Florida Marlins.
In vista della stagione 1998 sottoscrisse un contratto da 3,45 milioni di dollari con i San Francisco Giants. Nonostante l'accordo prevedesse un'opzione anche per l'anno 1999, la franchigia declinò questa possibilità. Il 25 marzo 1999 siglò un contratto con i New York Mets.
In quella che fu la sua ultima stagione da giocatore, Hershiser tornò ai Los Angeles Dodgers. Il 14 aprile, all'esordio casalingo, fu impiegato da lanciatore partente e concesse un solo punto in sei inning. Successivamente fu nettamente meno efficace, tanto da chiudere l'anno con una media PGL di 13,14.